# Friedrich Packenj von Kilstätten
Friedrich svobodný pán Packenj von Kilstätten (německy Friedrich Johann Joseph Freiherr Packenj von Kilstätten, uváděn též jako Packeny von Kilstaedten) (31. ledna 1817 Štýrský Hradec – 29. ledna 1889 Merano) byl rakousko-uherský generál. Jako absolvent vojenské akademie sloužil v armádě od roku 1835 a vyznamenal se účastí v několika válečných taženích. Byl nositelem prestižního Řádu Marie Terezie (1850) a v roce 1857 byl povýšen na svobodného pána. Ve vojsku dosáhl hodnosti polního zbrojmistra (1876) a v závěru kariéry byl zástupcem vrchního velitele c. k. zeměbrany (1878–1885).

## Životopis
Pocházel z rodiny s vojenskou tradicí, narodil se jako třetí syn c. k. majora Johanna Packenje povýšeného v roce 1822 do šlechtického stavu. Friedrich studoval na Tereziánské vojenské akademii ve Vídeňském Novém Městě a do armády vstoupil v roce 1835 jako praporčík k 36. pěšímu pluku v Praze. V roce 1843 byl jako nadporučík zařazen do sboru důstojníků generálního štábu, kde byl přidělen ke kartografickému oddělení a v roce 1845 byl povýšen na kapitána. V revolučních letech 1848–1849 se zúčastnil bojů v Itálii a pod velením maršála Radeckého se vyznamenal v bitvě u Novary (1849). Rychle postupoval v hodnostech (major 1849, podplukovník 1850) a zastával funkci přednosty vojenské kanceláře generálního štábu. V roce 1854 dosáhl hodnosti plukovníka a stal se sekčním šéfem u zemského velitelství ve Vídni.
V roce 1859 byl povýšen do hodnosti generálmajora a zúčastnil se války se Sardinií, poté byl přidělen k zemskému velitelství v Uhrách a stal se velitelem brigády v Košicích, kde sloužil do roku 1866. V době prusko-rakouské války v roce 1866 byl vojenským zplnomocněncem a velitelem spolkových jednotek Německého spolku ve Frankfurtu nad Mohanem. Po válce byl k datu 15. září 1866 povýšen do hodnosti polního podmaršála a stal se velitelem 16. pěší divize v Sibiu a v následujících letech byl velitelem 5. pěší divize v Olomouci. Od roku 1871 byl velitelem 14. pěší divize a městským velitelem v Prešpurku. K datu 1. listopadu 1876 byl povýšen do hodnosti polního zbrojmistra a velitelem v Prešpurku zůstal do roku 1878. V letech 1878–1885 byl zástupcem velitele c. k. zeměbrany arcivévody Rainera. K datu 1. listopadu 1885 byl penzionován a dožil v soukromí. Po jeho odchodu do penze zůstala funkce zástupce velitele zeměbrany neobsazena a následně byla zrušena.

## Tituly a ocenění
Po otcově nobilitaci užíval prostý šlechtický titul s predikátem von Kilstätten (respektive Kilstaedten). Za zásluhy na italském bojišti v roce 1849 získal rytířský kříž Řádu Marie Terezie (1850). Na základě řádových stanov měl nárok na povýšení do stavu svobodných pánů, který mu byl udělen majestátem císaře Františka Josefa dne 7. května 1857. Z dalších vyznamenání byl nositelem Řádu železné koruny II. třídy s válečnou dekorací a Vojenského záslužného kříže s válečnou dekorací, v zahraničí získal lucemburský Řád dubové koruny a Záslužný řád bavorské koruny. Od roku 1874 byl čestným majitelem 9. pěšího pluku v Olomouci, později dislokovaného v Jarosławi a v roce 1876 obdržel titul c. k. tajného rady s nárokem na oslovení Excelence.

## Rodina
V roce 1849 se oženi s Paulinou Szulínyiovou (1827–1886), dcerou Antona Szulínyiho, statkáře a výrobce šumivých vín v Trnavě. Z manželství se narodily tři děti. Starší dcera Klementina (1851–1890) byla dámou Ústavu šlechtičen v Brně, mladší Irma (1853–1880) byla manželkou polního podmaršála hraběte Huga Cortiho (1851–1916). Syn Friedrich Arthur (1856–1925) sloužil v armádě a za první světové války dosáhl hodnosti polního podmaršála.